# دانييل كاريسو
دانييل كاريسو (بالبرتغالية: Daniel Carriço‏) من مواليد 4 أغسطس 1988 في كاشكايش، البرتغال لاعب كرة قدم برتغالي يلعب حاليا لصالح نادي إشبيلية الاسباني منذ عام 2014 في مركز الدفاع كما يجيد اللعب في مركز كإرتكاز .

## روابط خارجية
- دانييل كاريسو على موقع الاتحاد الأوربي (الإنجليزية)
- دانييل كاريسو على موقع قاعدة بيانات كرة القدم.إي يو (الإنجليزية)
- دانييل كاريسو على موقع ناشيونال فوتبول تيمز (الإنجليزية)
- دانييل كاريسو على موقع Soccerbase.com (لاعب) (الإنجليزية)
- دانييل كاريسو على موقع Soccerway.com (الإنجليزية)
- دانييل كاريسو على موقع عالم كرة القدم.نت (الإنجليزية)
- دانييل كاريسو على موقع AS.com (الإسبانية)